# Provincia del Norte (Maldivas)
La Provincia del Norte fue una de las siete provincias de las Maldivas. Las provincias fueron creadas en un intento de descentralización por parte de la administración Nasheed en 2008. En cuanto a 2009, la gobernaba la ministra de Estado para asuntos domésticos, Ms. Thilmeeza Hussain. Rechazando este cambio, el Parlamento vio la abolición del sistema provincial en 2010, a través de un Acta de Descentralización nuevamente decretada. La formaban los atolones de Baa, Lhaviyani, Noonu y Raa. El censo de población de 2006 registró 43.539 habitantes.